# دی‌سیکلوپلاتین
دی‌سیکلوپلاتین(به انگلیسی: Dicycloplatin) یک داروی شیمی‌درمانی است که برای درمان تعدادی از سرطان‌ها که شامل Non-small-cell lung carcinoma و سرطان پروستات است، استفاده می‌شود.
برخی از عوارض جانبی که از طریق دی‌سیکلوپلاتین مشاهده می‌شود شامل حالت تهوع، استفراغ، ترومبوسیتوپنی، نوتروپنی، کم‌خونی، خستگی، کاهش اشتها، افزایش آنزیم کبد و ریزش مو است. این دارو نوعی آنتی‌نئوپلاستیک مبتنی بر پلاتین است و عملکرد آن به این صورت است که با ایجاد اختلال در عملکرد میتوکندری، منجر به مرگ سلول می‌شود.
دی‌سیکلوپلاتین در چین تولید شد و آزمایش بالینی فاز یک انسانی آن در سال ۲۰۰۶ انچام شد. این دارو در سال ۲۰۱۲ توسط سازمان غذا و داروی چین برای شیمی‌درمانی تأیید شد.